# Theli
Theli is het vijfde album van de Zweedse symfonische metalband Therion. Met Theli brak Therion in één klap door in de metalwereld. Het wordt dan ook door velen beschouwd als het beste werk van Therion, dat de band ooit gemaakt heeft. Theli heeft nog steeds een duistere sfeer, refererend aan de oudere albums, maar het symfonische element komt erg sterk naar voren. De nummers "To Mega Therion", en met name "Nightside of Eden" werden grote hits binnen de metalwereld; in 1996 was er geen enkele metaldiscotheek waar deze twee nummers niet (meermalen) gespeeld werden op één avond.
Het album bevat ook wat elektronische (digitale) geluiden. In de andere albums van Therion komt dit niet zo naar voren. Vooral het preludium bevat een grote hoeveelheid digitale geluiden. Daarmee doet het preludium een beetje denken aan het werk van Ayreon.

## Tracklist
1. Preludium - 1:43
2. To Mega Therion - 6:34
3. Cults of the Shadows - 5:14
4. In the Desert of Set - 5:29
5. Interludium - 1:47
6. Nightside of Eden - 7:31
7. Opus Eclipse - 3:41
8. Invocation of Naamah - 5:31
9. The Siren of the Woods - 9:55
10. Grande Finale/Postludium - 4:04